# Ceruncina nemea
Ceruncina nemea är en fjärilsart som beskrevs av Swinhoe 1891. Ceruncina nemea ingår i släktet Ceruncina och familjen mätare. Inga underarter finns listade i Catalogue of Life.